# 宇宙语言学
宇宙语言学（英語：Cosmic Linguistics、Exolinguistics），又名外星語言學（Xenolinguistics），是語言學裡的一個特殊科目，主要研究外星族群的宇宙语言。宇宙语言学近年成為了一門新興的邊緣科學。

## 語源
這個英文詞語是一個新創建的詞語，來自希臘語代表「外來者」或「陌生人」的詞根「Xeno-」及「語言學」的英語「Linguistics」兩部份構成。因此，直譯作「外星語言學」比較合適。

## 學科的範圍
事實上，直到現在這一刻，科學家還未有確切的證據證實地球以外还有生命的確存在，更諻論研究其獨特的語言，因此这门学科也就成了一门无法证实的学科，需要许多年以后才有可能看到他的效用和意义。不過，這一概念卻引伸出這個學科的兩種主流研究：
1. 其一是對科幻小說裡的外星語言研究，當中包括透過語言學的知識對某一特定科幻小說的外星語言進行語言學的分析，以及倒過來研究要怎樣設計一種語言，才會讓人覺得它有一種外星語言的感覺；
2. 其二是以外星人的角度來研究地球上的語言，假設自己對地球上的語言一無所知，怎樣透過各種途徑來與外星物種溝通，並欣賞地球各種語言之美。

另一方面，根據《交叉科学学科辞典》，宇宙語言學除了研究外星人的语言以外，還包含宇宙交际语的設計，因此是一種人工語言的現實體現。為達到這個目的，學科的研究範圍包括以下各個範疇：
1. 對自然宇宙语（假若真的存在）的研究，以摸索並掌握其规律，俾使能夠與宇宙人进行交往。
2. 就現有的人類語言或自然宇宙語為基礎，设计出一套人造宇宙语言，以充当同宇宙人交往的交际工具。

宇宙语言学涉及到许多其它的学科：语言学、数学、天文学、符号学、逻辑学、心理学等。
現時，在全世界都有不少人就這一種「人造宇宙语言」提出過多種方案，當中有以人類語言為基礎的人工語言、有利用符號或象徵意義作溝通基礎的、又或純綷利用數學或電腦數碼來作語言的基礎。此外，亦有學者認為：與外星人可以透過心靈感應來溝通。

## 科幻作品的外星語言
以下科幻作品都有至少一種外星語言：
- 《星艦奇航記》：克林貢語
- 《星界的紋章》：亞維語
- 《阿凡達》：納美語
- 《星靈感應》
- 其他的外星語言

### 電腦系統對上述語言的支援
- 日本的TRON系統有支援亞維語的字符
- Unicode的原來計劃也曾考慮是否需要加入克林貢語的支援，但被否決。現時只靠用戶群開發的字型支援。

## 知名人名
- 弗罗登塞尔博士

## 參看
- 以下詳列各種現存的「外星語言」或跟宇宙人交際用的語言：
  - Ilish
  - Ro
  - Solresol
  - Damin
  - Cetonian
  - Laadan
  - Kebreni
  - fith：一種採用LIFO文法的語言
  - 宇宙語言
- 以下虚构种族的語言跟《星空奇遇記》相關：
  - 瓦肯
  - 佛瑞吉

## 外部連結
- 美國俄亥俄州鮑林格林州立大學（Bowling Green State University）的Dr. Sheri Wells-Jensen所開設的外星語言學課程（页面存档备份，存于）
- 維基大學：外星語言學
- 宇宙语言：设计、发送与监听（页面存档备份，存于）
- 克倫貢語語言學會（页面存档备份，存于）